# Дандорф
Дандорф (њем. Danndorf) општина је у њемачкој савезној држави Доња Саксонија. Једно је од 26 општинских средишта округа Хелмштет. Према процјени из 2010. у општини је живјело 2.138 становника. Посједује регионалну шифру (AGS) 3154004.

## Географски и демографски подаци
Дандорф се налази у савезној држави Доња Саксонија у округу Хелмштет. Општина се налази на надморској висини од 58 метара. Површина општине износи 14,0 km². У самом мјесту је, према процјени из 2010. године, живјело 2.138 становника. Просјечна густина становништва износи 152 становника/km².